# أنتم أيها المحلفين (رواية)
أنتم أيها المحلفين (بالإنجليزية: You, the Jury)‏ هي إعادة نشر لرواية «فقط دعني أكون» للكاتب الأسترالي جون كليري. نشرت عام 1990.